# Goh Young-jun
Goh Young-jun (en coreano: 고영준; Jinju, Gyeongsang del Sur, 9 de julio de 2001) es un futbolista surcoreano que juega en la demarcación de centrocampista para el Górnik Zabrze de la Ekstraklasa.

## Selección nacional
Hizo su debut con la selección absoluta de Corea del Sur el 20 de julio de 2022 contra China en un partido del Campeonato de Fútbol de Asia Oriental de 2022 que finalizó con un resultado de 0-3 a favor del combinado surcoreano tras los goles de Cho Gue-sung, Kwon Chang-hoon y un autogol de Zhu Chenjie.

## Clubes
| Club                 | País          | Año       | Partidos | Goles |
| -------------------- | ------------- | --------- | -------- | ----- |
| FC Pohang Steelers   | Corea del Sur | 2020-2024 | 126      | 20    |
| Partizán de Belgrado | Serbia        | 2024-2025 | 42       | 2     |
| Górnik Zabrze        | Polonia       | 2025-     |          |       |

## Palmarés

### Títulos nacionales
| Título        | Club                  | País          | Año  |
| ------------- | --------------------- | ------------- | ---- |
| Korean FA Cup | F. C. Pohang Steelers | Corea del Sur | 2023 |